# 正親町公董
正親町 公董（おおぎまち きんただ）は、幕末の公家、明治期の華族、陸軍少将（兵部省）。

## 経歴
山城国京都で権大納言・中山忠能の二男として生まれ、権大納言・正親町実徳の養子となる。嘉永4年3月23日（1851年4月24日）に元服し昇殿を許された。嘉永5年7月3日（1852年8月17日）左近衛権少将、安政3年2月14日（1856年3月20日）国事寄人となる。
文久3年5月（1863年6月）長州藩が外国船への砲撃を行い攘夷を決行すると、同年6月14日（7月15日）長門国監察使に任じられ長州藩に攘夷実行嘉賞の勅諚を届け、三田尻で三条実美と会見した。同年八月十八日の政変により、同年10月7日（11月4日）三条との会見を咎められ差控となり、慶応3年1月25日（1867年3月1日）に赦免された。
王政復古後、慶応3年12月13日（1868年1月7日）参与に就任し、慶応4年2月2日（1868年2月24日）左近衛権中将に任じられた。同年2月9日（3月2日）東征大総督参謀となり、さらに奥羽追討白河口総督を務め各地を転戦し、明治元年11月5日（1868年12月18日）京都に帰還した。その後、兼皇后宮亮、三等陸軍将、十津川郷巡察使、陸軍少将などを歴任。明治2年6月2日（1869年7月10日）戊辰の戦功により賞典禄300石を永世下賜された。明治4年3月24日（1871年5月13日）に免本官となる。
1873年12月、河鰭実文、秋月種樹らと華族の職責を果たすことを目的とした通款社を設立した。

## 系譜
- 父：中山忠能
- 母：中山愛子
- 養母：高知藩山内豊敬六女[5]
- 養父：正親町実徳
- 妻：宮田濱子（季董生母、その他不詳）
  - 三男：正親町季董（男爵）[6]
  - 女子：兎美子 - 伯爵正親町実正夫人
  - 女子：弥栄 - 牧野弼成正室
  - 女子：春香 - 子爵園池実康夫人
  - 女子：継子（六女）
- 養子
  - 男子：正親町実正（養父の長男、伯爵）[6]
- 妾：せき - 神戸市の鈴木氏知（長谷川猪三郎父）の妹[7]
  - 女子：亀子（1892年3月生）- 藤原瑩宣(東京本法寺住職)の妻[7][8]
  - 女子：幸子（1894年9月生）- 菊亭公長の妻（別名・章子）[7][8]。最晩年に志賀潔の曾孫・直子（1968年生）を養子とする。